# سكورديا
سكورديا (بالإيطالية: Scordia)‏ هي مدينة تقع في مقاطعة كاتانيا في صقلية في إيطاليا ويبلغ عدد سكانها 17202 نسمة حسب إحصائيات 2004م.

## السكان
في سنة 1861 بلغ عدد السكان 6٬414 نسمة، وتطور العدد ليصل في سنة 2011 لـ 17٬185 نسمة.
يظهر هذا المخطط البياني تطور النمو السكاني لـ سكورديا